# Rino Di Silvestro
Rino Di Silvestro (Roma, 30 gennaio 1932 – Roma, 3 ottobre 2009) è stato un regista italiano.

## Biografia
Rino Di Silvestro iniziò come autore, interprete e regista di uno spettacolo rappresentato al teatro delle Muse di Roma dal 1962 al 1966 (Op bop pop nip, Compagnia Di Silvestro-Russo). In coppia con Giovanni Maria Russo, diresse alcuni spettacoli teatrali sperimentali, tra cui L'Église, adattamento di un dramma di Céline, e il Coriolano, rivisitazione in chiave moderna della vita dell'omonimo condottiero romano.
Successivamente decise di dedicarsi solo al cinema scrivendo in maniera anonima alcune sceneggiature. Senza alcuna precedente esperienza pratica, esordì come regista con Diario segreto da un carcere femminile. L'ultimo suo film fu Hanna D. - La ragazza del Vondel Park, a cui collaborò anche Bruno Mattei.

## Filmografia parziale

### Regista, soggettista, sceneggiatore
- Diario segreto da un carcere femminile (1973)
- Prostituzione (1974)
- La lupa mannara (1976)
- Le deportate della sezione speciale SS (1976)
- Baby Love (1979)
- Bello di mamma (1980)
- Sogni erotici di Cleopatra - Col nome di Cesar Todd (1984)
- Hanna D. - La ragazza del Vondel Park - Col nome di Alex Berger (1984)